# Hydrillodes crispipalpus
Hydrillodes crispipalpus är en fjärilsart som beskrevs av Collenette 1929. Hydrillodes crispipalpus ingår i släktet Hydrillodes och familjen nattflyn. Inga underarter finns listade i Catalogue of Life.